# 1937年の日本公開映画
- 映画 > 映画の一覧 > 年度別日本公開映画 > 1937年の日本公開映画
- 映画 > 1937年の映画 > 1937年の日本公開映画

1937年の日本公開映画（1937ねんのにほんこうかいえいが）では、1937年（昭和12年）1月1日から同年12月31日までに日本で商業公開された映画の一覧を記載。作品名の右の丸括弧内は製作国を示す。
記載の凡例については年度別日本公開映画#凡例を参照

## 作品一覧

### 1月
- 極地の青春（アメリカ）
- シャムパン・ワルツ（アメリカ）
- 花嫁凱旋（アメリカ）
- 7日
  - 禁男の家（フランス）[1] - キネマ旬報ベストテン外国映画6位
  - 紅天夢（ドイツ）[1] - 『禁男の家』の同時上映
- 14日
  - 検事とその妹（日本）
- 21日
  - 女人哀愁（日本）
  - 永遠の戦場（アメリカ）[2]

### 2月
- 愛怨二重奏（アメリカ）
- 嵐の三色旗（アメリカ）
- 逢瀬いま一度（アメリカ）
- 女ひとり（オーストリア）
- 女性の反逆（アメリカ）
- スタアと選手（アメリカ）
- 薔薇の寝床（ドイツ）
- 春のいざなひ（ドイツ）
- ハンガリア夜曲（オーストリア）
- 日かげの花（アメリカ）
- 風雲児アドヴァース（アメリカ）
- 風雲の欧羅巴（イギリス）
- 3日
  - 佐賀怪猫伝（日本）
- 4日
  - 新しき土（日本、ドイツ）
- 11日
  - 戦国群盗伝　前篇（日本）
- 18日
  - 蒼氓（日本） - キネマ旬報ベストテン2位
- 20日
  - 戦国群盗伝　後篇（日本）

### 3月
- 歌へ陽気に（アメリカ）
- 踊る三十七年（アメリカ）
- 女だけの都（フランス） - キネマ旬報ベストテン外国映画1位
- 限りなき旅（アメリカ）
- 子供の世界（アメリカ）
- ジプシー男爵（ドイツ）
- 進め竜騎兵（アメリカ）
- 世界の歌姫（アメリカ）
- 潜水艦SOS（アメリカ）
- ターザンの逆襲（アメリカ）
- 平原児（アメリカ）
- 3日
  - 淑女は何を忘れたか（日本） - キネマ旬報ベストテン8位
- 11日
  - からゆきさん（日本）
- 16日
  - 忠臣蔵（日本）

### 4月
- 失はれた地平線（アメリカ）
- 描かれた人生（イギリス）
- 楽聖ベートーヴェン（フランス）
- かりそめの幸福（フランス）
- 間奏楽（アメリカ）
- 結婚クーデター（アメリカ）
- 豪華一代娘（アメリカ）
- 沙漠の花園（アメリカ）
- 情熱への反抗（アメリカ）
- セイルムの娘（アメリカ）
- 天使の花園（アメリカ）
- テンプルのえくぼ（アメリカ）
- 緑の灯（アメリカ）
- ラモナ（アメリカ）
- 我等の仲間（フランス） - キネマ旬報ベストテン外国映画2位
- 1日
  - 大阪夏の陣（日本） - キネマ旬報ベストテン9位
  - 良人の貞操　前篇（日本）
  - 丹下左膳　愛憎魔剣篇（日本）
- 17日
  - 朱と緑（日本）
- 21日
  - 良人の貞操　後篇（日本）
- 30日
  - 丹下左膳　完結咆吼篇（日本）

### 5月
- 悪魔の人形（アメリカ）
- 激怒（アメリカ） - キネマ旬報ベストテン外国映画10位
- 恋人の日記（オーストリア）
- スイング（アメリカ）
- 空駆ける恋（アメリカ）
- 花嫁の秘密（アメリカ）
- 舞台裏の戦慄（イギリス）
- 港の掠奪者（フランス）
- 無敵艦隊（イギリス）
- ロミオとジュリエット（アメリカ）
- 13日
  - 裸の町（日本） - キネマ旬報ベストテン5位

### 6月
- 暗黒街の弾痕（アメリカ） - キネマ旬報ベストテン外国映画9位
- 浮気名女優（アメリカ）
- お気に召すまま（イギリス）
- 踊るアメリカ艦隊（アメリカ）
- 偽装の女（アメリカ）
- 市街戦（アメリカ）
- 大森林（アメリカ）
- はだしの少女（チェコスロバキア）
- 札つき女（アメリカ）
- 四つの恋愛（アメリカ）
- 3日
  - 真実一路　父の巻（日本）
  - 吉田御殿（日本）
- 10日
  - 真実一路　母の巻（日本）
  - 宮本武蔵　地の巻（日本）
- 17日
  - 愛怨峡（日本） - キネマ旬報ベストテン3位

### 7月
- 明日は来らず（アメリカ） - キネマ旬報ベストテン外国映画5位
- 巨人ゴーレム（フランス、チェコスロバキア） - キネマ旬報ベストテン外国映画8位
- 魂を失へる男（オーストリア/スイス）
- 紐育の顔役（アメリカ）
- 熱風（フランス）
- 不良青年（フランス）
- 夕陽特急（アメリカ）
- リビア白騎隊（イタリア）
- 流行の女王（アメリカ）
- 歴史は夜作られる（アメリカ）
- 1日
  - 雪崩（日本）
- 10日
  - 南風薩摩歌（日本）
- 11日
  - エノケンのちゃっきり金太　前篇（日本）
- 14日
  - 恋山彦　風雲の巻（日本）
  - 婚約三羽烏（日本）
  - 土屋主税　落花の巻（日本）

### 8月
- 男は神に非ず（イギリス）
- 勝鬨（アメリカ）
- カラナグ（イギリス）
- 銀盤の女王（アメリカ）
- 沙漠の朝（アメリカ）
- シュヴァリエの流行児（フランス）
- 真珠と未亡人（アメリカ）
- 座り込み結婚（アメリカ）
- 倒れるまで（アメリカ）
- 椿姫（アメリカ）
- 南方飛行（フランス）
- ワイキキの結婚（アメリカ）
- 1日
  - エノケンのちゃっきり金太　後篇（日本）
- 11日
  - 恋山彦　怒濤の巻（日本）
  - 南国太平記（日本）
- 13日
  - 男の償ひ　前篇（日本）
- 14日
  - 土屋主税　雪解篇（日本）
- 24日
  - 男の償ひ　後篇（日本）
- 25日
  - 人情紙風船（日本） - キネマ旬報ベストテン7位

### 9月
- 海の魂（アメリカ）
- たくましき男（アメリカ）
- テンプルの上海脱出（アメリカ）
- 白鳥の舞（ドイツ）
- 巴里で逢った彼（アメリカ）
- 旅順港（フランス）
- 我は海の子（アメリカ）
- 1日
  - 曠原の魂（日本）
- 21日
  - 維新秘話　戦ひの曲（日本）
  - 怒濤を蹴って（日本）※記録映画

### 10月
- 生けるパスカル（フランス）
- 踊らん哉（アメリカ）
- 君若き頃（アメリカ）
- キング・ソロモン（イギリス）
- 情怨（アメリカ）
- スパイ戦線を衝く（ドイツ）
- 人妻日記（アメリカ）
- 1日
  - 美しき鷹（日本、三社競作）
  - 禍福　前篇（日本）
- 14日
  - 水戸黄門廻国記（日本）
- 18日
  - 国定忠治（日本）
- 30日
  - 有馬猫（日本）[3][4][5]
  - 呼子鳥　前篇（日本）

### 11月
- 間諜（イギリス）
- 近代脱線娘（アメリカ）
- 空中劇場（ドイツ）
- 孔雀夫人（アメリカ） - キネマ旬報ベストテン外国映画4位
- 第七天国（アメリカ）
- 大地（アメリカ） - キネマ旬報ベストテン外国映画7位
- 緑の牧場（アメリカ）
- 1日
  - 番町皿屋敷（日本）
- 3日
  - 限りなき前進（日本） - キネマ旬報ベストテン1位
- 11日
  - 風の中の子供（日本） - キネマ旬報ベストテン4位
  - 禍福　後篇（日本）
- 17日
  - 若い人（日本） - キネマ旬報ベストテン6位
- 18日
  - 呼子鳥　後篇（日本）
- 23日
- どん底（フランス） - キネマ旬報ベストテン外国映画3位

### 12月
- 海のつはもの（フランス）
- 君と踊れば（イギリス）
- 作家と御婦人（アメリカ）
- サラトガ（アメリカ）
- 天国漫歩（アメリカ）
- テンプルの軍使（アメリカ）
- 偽者紳士（アメリカ）
- 巴里の暗黒街（フランス）
- 陽気な街（アメリカ）
- 恋愛交叉点（フランス）
- 2日
  - 浅草の灯（日本） - キネマ旬報ベストテン10位
- 11日
  - 母の曲　前篇（日本）
- 15日
  - 娘よ何故さからふか（日本）
- 21日
  - 母の曲　後篇（日本）
- 23日
  - オーケストラの少女（アメリカ） - 1938年度キネマ旬報ベストテン外国映画2位